# Еслев (комуна)
Комуна Еслев (швед. Eslövs kommun) — адміністративно-територіальна одиниця місцевого самоврядування, що розташована в лені Сконе у південній Швеції.
Еслев 209-а за величиною території комуна Швеції. Адміністративний центр комуни — місто Еслев.

## Населення
Населення становить 31 756 чоловік (станом на вересень 2012 року). 
| Кількість населення комуни Еслев за 1970-2010 роки | Кількість населення комуни Еслев за 1970-2010 роки | Кількість населення комуни Еслев за 1970-2010 роки | Кількість населення комуни Еслев за 1970-2010 роки | Кількість населення комуни Еслев за 1970-2010 роки |
| -------------------------------------------------- | -------------------------------------------------- | -------------------------------------------------- | -------------------------------------------------- | -------------------------------------------------- |
| Рік                                                |                                                    |                                                    | Населення                                          |                                                    |
| 1970                                               | 1970                                               |                                                    | 26 205                                             | 26 205                                             |
| 1975                                               | 1975                                               |                                                    | 26 288                                             | 26 288                                             |
| 1980                                               | 1980                                               |                                                    | 26 829                                             | 26 829                                             |
| 1985                                               | 1985                                               |                                                    | 26 340                                             | 26 340                                             |
| 1990                                               | 1990                                               |                                                    | 27 780                                             | 27 780                                             |
| 1995                                               | 1995                                               |                                                    | 28 543                                             | 28 543                                             |
| 2000                                               | 2000                                               |                                                    | 28 487                                             | 28 487                                             |
| 2005                                               | 2005                                               |                                                    | 30 087                                             | 30 087                                             |
| 2010                                               | 2010                                               |                                                    | 31 587                                             | 31 587                                             |
| Джерело: SCB                                       |                                                    |                                                    |                                                    |                                                    |

## Населені пункти
Комуні підпорядковано 13 міських поселень (tätort) та низка сільських, більші з яких:
- Еслев (Eslöv)
- Марієгольм (Marieholm)
- Стегаґ (Stehag)
- Леберед (Löberöd)
- Флиїнґе (Flyinge)
- Гарлеса (Harlösa)
- Біллінґе (Billinge)

## Міста побратими
Комуна підтримує побратимські контакти з такими муніципалітетами:
- Комуна Аскерс, Норвегія
- Якобстад, Фінляндія
- Рудерсдаль, Данія
- Вільянді, Естонія
- Гардабаер, Ісландія

## Галерея

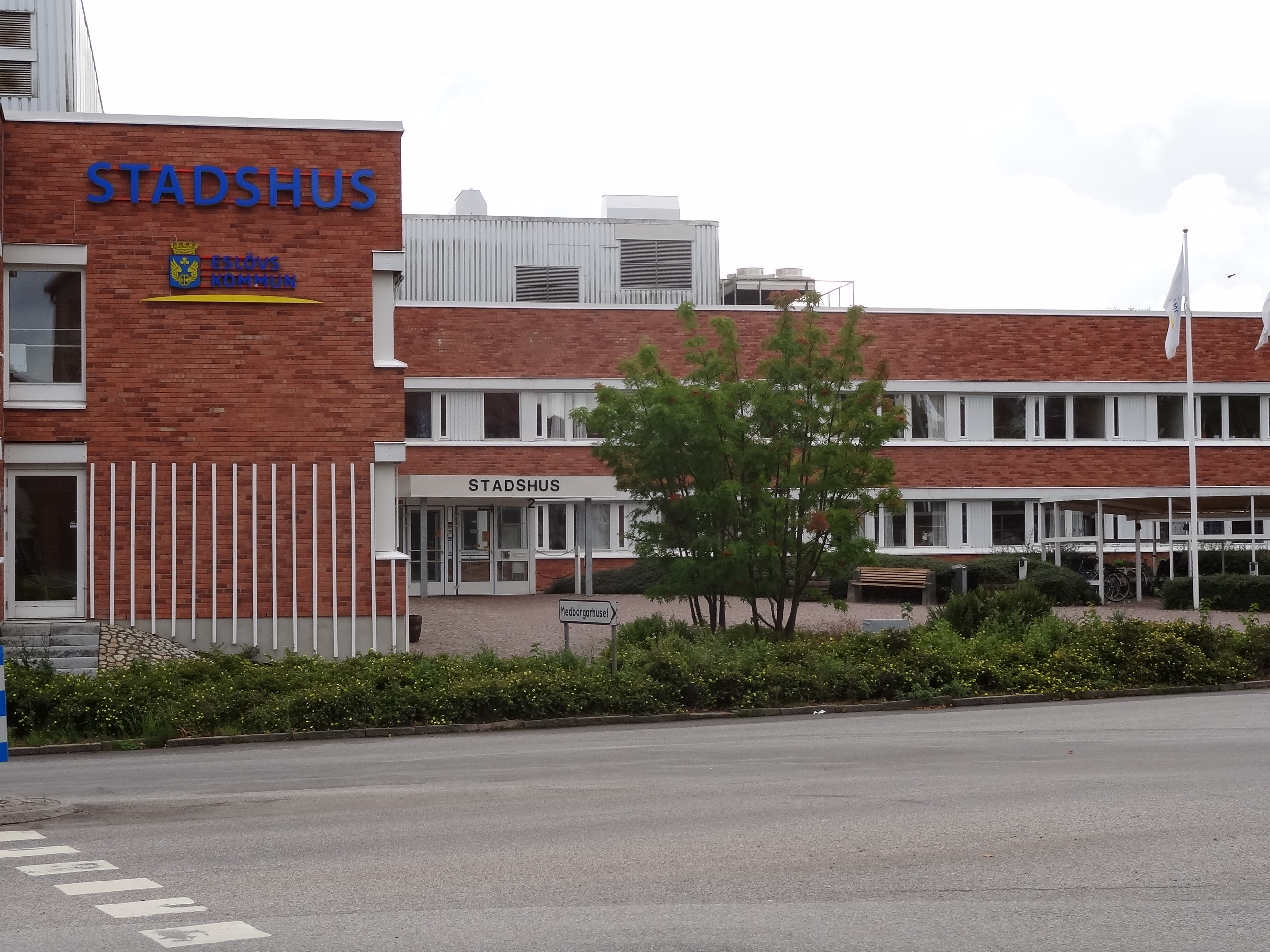
Управа комуни (Еслев)
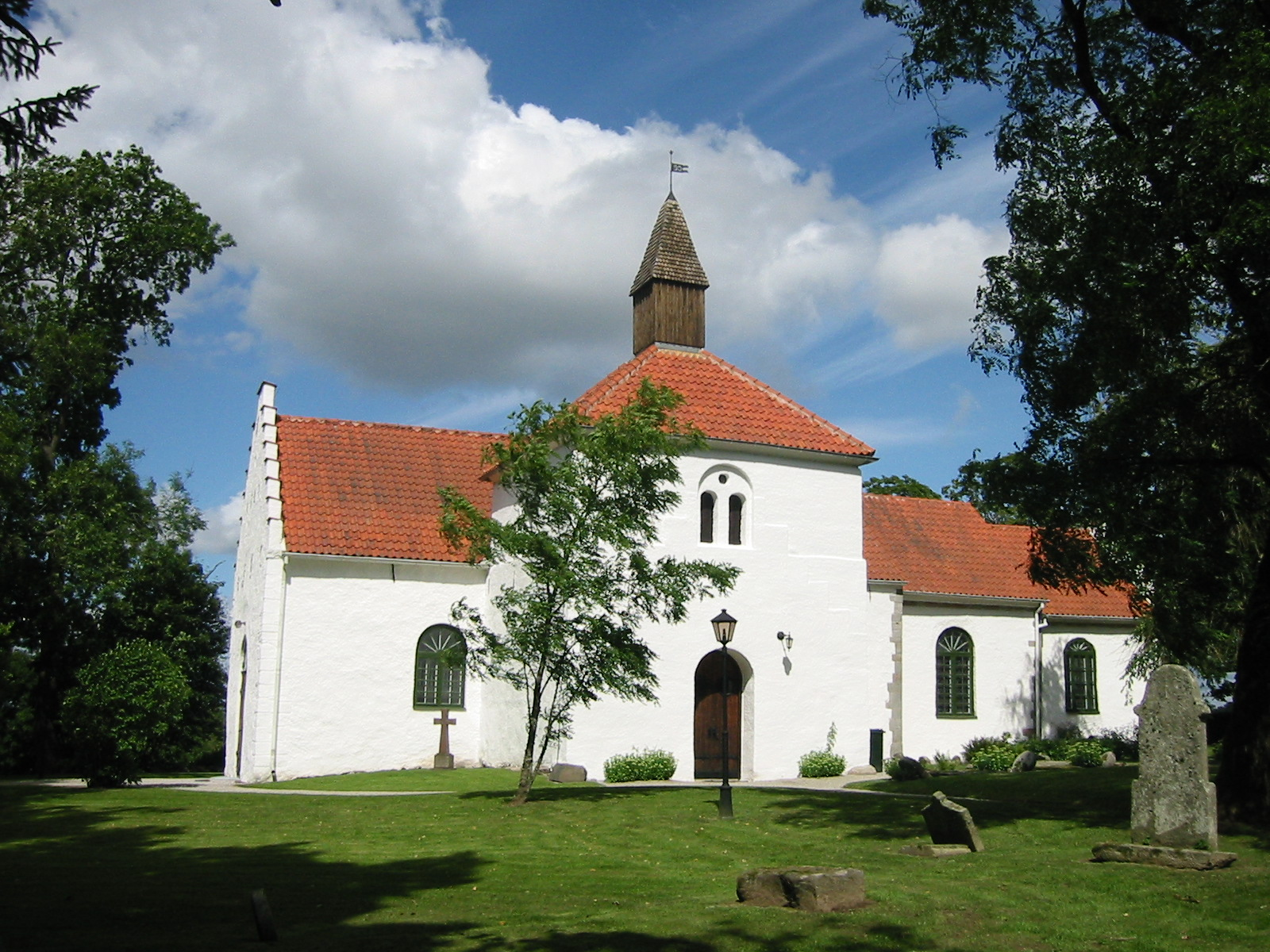
Церква (Стегаґ)
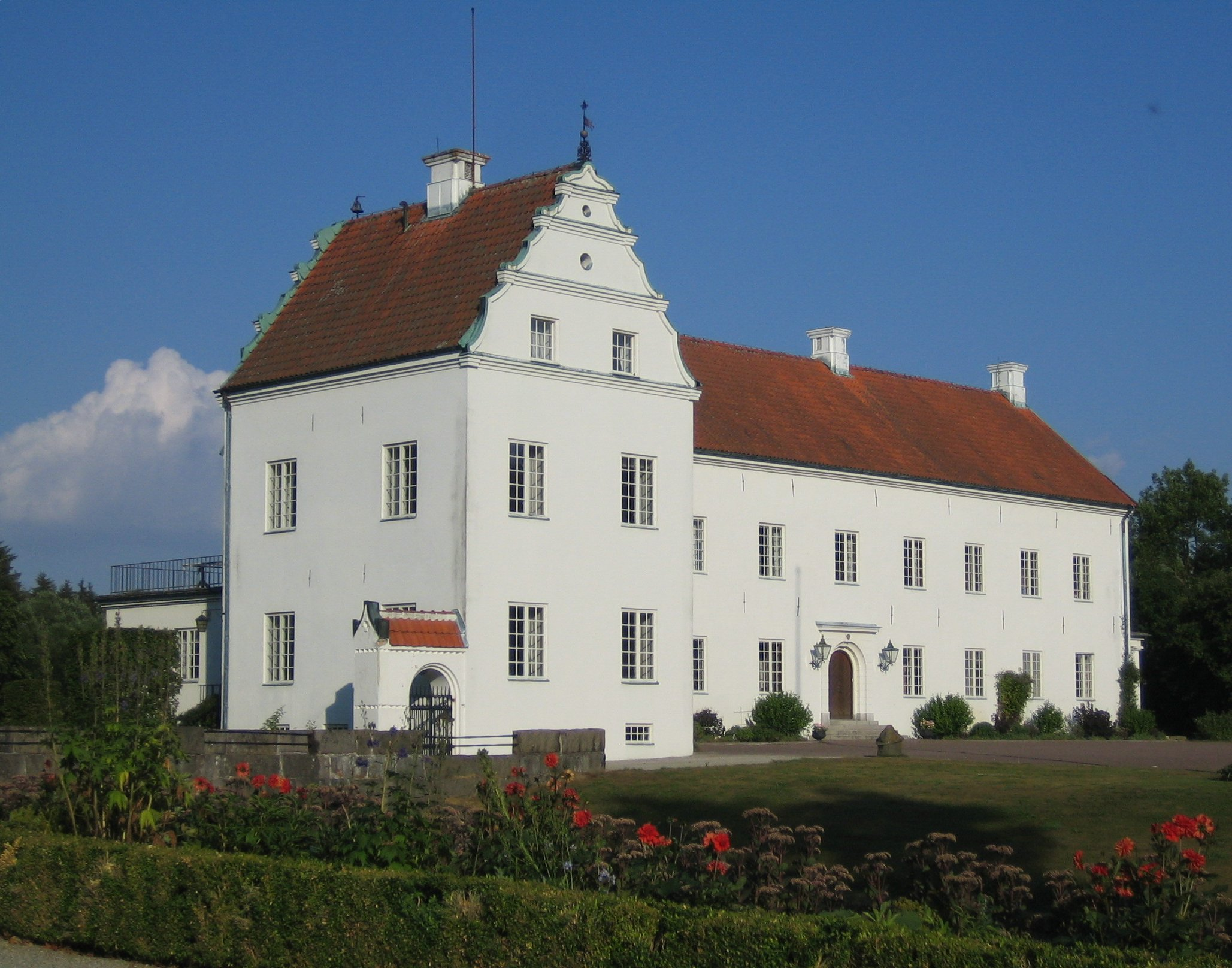
Замок Еллінґе
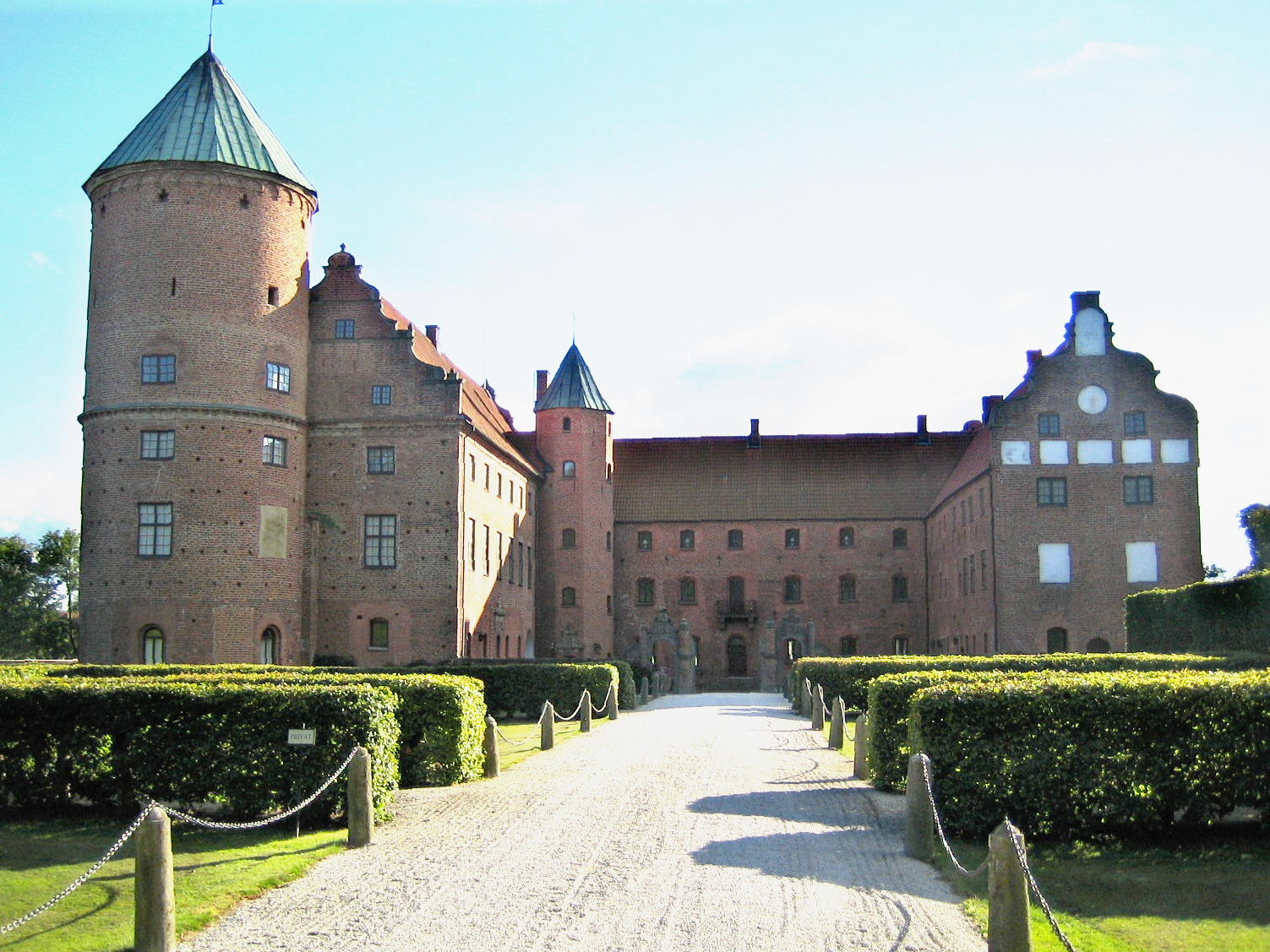
Замок Скаргульт

## Виноски
1. ↑  Folkmangd i riket, lan och kommuner (шв.) . Центральне бюро статистики Швеції. Архів оригіналу за 20 серпня 2013. Процитовано 18 лютого 2013.